# Паника в нулевом году
«Паника в нулевом году» (англ. Panic in Year Zero!) — американский фантастический фильм Рэя Милланда, вышедший на экраны в 1962 году.
Известный голливудский актер Рэй Милланд выступил в этом фильме как в качестве режиссёра, так и исполнителя главной роли.
Сценарий написали Джон Мортон и Джей Симмс. Хотя очевидны сюжетные сходства с рассказами Уорда Мура «Лот» (1953) и «Дочь Лота» (1954), имя Мура в титрах не упоминается. В 1962 году по сюжету фильма была издана книга Дина Оуэна под названием Конец мира (End of the World).

## Сюжет
Гарри Болдвин (Рэй Милланд), его жена Энн (Джин Хэйген), их дети старшего школьного возраста, сын Рик (Фрэнки Авалон) и дочь Карен (Мэри Митчелл) отправляются из своего дома в спальном пригороде Лос-Анджелеса провести отдых на дикой природе. Поднявшись на автомобиле в горы, они неожиданно видят необычайно яркую вспышку света в том месте, где расположен Лос-Анджелес. Из разрозненных фрагментов новостей службы контроля электромагнитной радиации они понимают, что по всей видимости по городу был нанесен ядерный удар. Вскоре Болдвины видят огромное грибовидное облако над тем местом, где ранее располагался Лос-Анджелес.
Семья пытается вернуться домой, чтобы спасти мать Энн, которая живёт недалеко от Лос-Анджелеса, но вскоре вынуждена отказаться от этого плана, видя как из страха радиоактивного заражения, машины сломя голову несутся подальше в горы, не особенно церемонясь с окружающими. Видя как рвутся нити, скрепляющие общество, Гарри решает скрыться от беды в уединенном месте, где семья планировала провести отпуск. Они заезжают в небольшой провинциальный городок, чтобы закупить припасы, но, когда торговец хозяйственными товарами Эд Джонсон (Ричард Гарланд) отказывается принять чек, забирают все необходимое силой.
По дороге у них происходит опасная стычка с тремя молодыми преступниками и мародерами, Карлом (Ричард Бакалян), Микки (Рекс Холман) и Энди (Нил Нефью), но им удается от них оторваться на машине. Добравшись до места назначения, Болдвины находят убежище в пещере, надеясь переждать там до того времени, когда будет восстановлен порядок. Их соседями становится супружеская пара Джонсонов, которая вскоре становится жертвой бандитов. Те же преступники захватывают близлежащий фермерский дом, убивают хозяев, а их дочь (Джоан Фримен) удерживают в доме в качестве секс-рабыни. Некоторое время спустя Микки и Энди ловят и жестоко насилуют Карен.
Понимая, что дальнейшее бездействие приведет к их неминуемой гибели, отец и сын Болдвины берут в руки оружие и решают уничтожить бандитов. Они убивают двух из них и спасают Мерилин из плена. Когда появляется Карл, возникает короткая перестрелка между ним и Риком, в ходе которой взявшая ружье Мерилин убивает Карла, но при этом Карл успевает серьезно ранить Рика в ногу.
По радио начинают поступать сообщения, что в отдельных районах армия восстановила порядок. Семья везет раненого Рика в ближайший городок к доктору Стронгу (Уиллис Бучи). После обработки раны доктор говорит, что парню необходимо срочное лечение в армейском госпитале, который расположен в 160 километрах. Ему необходимо немедленное переливание крови, иначе он погибнет. По дороге в госпиталь Болдвины сталкиваются с военным джипом. После первого напряженного контакта выясняется, что семья встретила армейский патруль, который поддерживает порядок на данной территории. Солдаты направляют семью в госпиталь и констатируют, что встретили ещё одну нормальную семью. Война как будто закончена. Болдвины уезжают по ночной дороге, фильм заканчивается словами, символизирующим возвращение к цивилизованной жизни — это начало.

## В ролях
Рэй Милланд — Гарри Болдвин
Джин Хэйген — Энн Болдвин
Фрэнки Авалон — Рик Болдвин
Мэри Митчелл — Карен Болдвин
Джоан Фримен — Мерилин Хейз
Ричард Бакалян — Карл
Рекс Холман — Микки
Ричард Гарланд — Эд Джонсон (владелец хозяйственного магазина)
Уиллис Бучи — доктор Пауэлл Стронг
Нил Нефью — Энди
О.З. Уайтхэд — Хоган (владелец продовольственного магазина)
Расс Бендер — Харкнесс
Шерри Маршалл — Бобби Джонсон
Хью Сандерс — эвакуирующийся из Четворта (в титрах не указан)

## Критика
Самый сильный момент этого замкнуто-мрачного, минималистского фантастического фильма — это «нормальность» семьи Милланда. Нас заставляют почувствовать на протяжении фильма, что то, что происходит с ними, могло бы легко случиться и с нами, и как бы повели себя мы сами? Пытаясь сохранить спокойствие и собранность перед лицом Армагеддона, герой Милланда заканчивает той же жестокостью и зверством, как и все прочие.
То, что поначалу смотрится как очередной фильм категории В студии Американ Интернешн пикчерс в итоге оказывается одной из самых лучших работ этой студии. По сравнению с другими малобюджетными работами, созданными для легкого времяпрепровождения, Паника в нулевом году поразительно богата мыслями и проницательными идеями. Малый бюджет здесь идет только на пользу картине, так как позволяет удерживать фильм в масштабе человеческой личности и исследовать психологические и социальные аспекты ядерной войны. Именно акцент на драму обеспечивает силу воздействия фильма.
Поставлен он уверенно и стильно звездой Рэем Милландом. Использование им строгой черно-белой киносъемки усиливает атмосферу фильма. Ему также удается обеспечить сильную актерскую игру, особенно, со стороны Джин Хэйген в роли жены, поведение которой отражает раздвоенность сознания героя Милланда. Самое важное, что сам Милланд выдает отличную игру в роли Гарри Болдвина, создавая острый характер с благородными идеями, но способный на жестокие поступки ради их защиты. Есть и несколько слабых мест, в частности, джазовая музыка Леза Бакстера, которая порой звучит негармонично с происходящим на экране. Но в целом фильм в целом очень действенный и один из лучших в библиотеке Американ Интернешнл пикчерс.
Кинокритик Виллидж войс Майкл Аткинсон написал: «Этот забытый, саблезубый недорогой фильм Американ Интернешнл пикчерс, возможно, один из самых выразительных наземных кошмаров эпохи Холодной войны. Он стал прототипом не только для бесчисленного количества фильмов социального распада (таких, как „Время волка“ Михаэля Ханеке), но и для реальных кризисных состояний, подобных наводнению в Новом Орлеане… это фильм представляет собой, беспокойное, богатое на детали эссе морального упадка».
Гленн Эриксон пишет в своем обзоре в DVD Savant: «Паника в нулевом году тщательно избегает каких-либо сцен, выходящих за минимальные производственные потребности, тем не менее, справляется со своей задачей, давая возможность зрительскому воображению взглянуть шире границ демонстрируемого на экране. Фильм, наверняка, мог шокировать в 1962 году, и легко превзошел другие, более пацифистские работы, такие как „День, когда загорелась Земля“, созданный для зарождающегося поколения детей цветов».
Кинокритик Деннис Шварц написал: "Современные зрители без труда заметят пессимистическое освещение темы гуманизма и пугающую возможность того, к чему может принести ядерный удар. Мы живем в эпоху террористов, и представленный на экране сценарий не далеко ушел от сферы возможного…Единственное, что было трудно полностью принять в фильме, это эгоистичная философия выживания, которую проповедует герой Милланда — она просто не гуманистическая. Это очень узкая философия, которая не обеспечивает ему никакого морального превосходства над бандитами, которые исповедовали ту же философию «собаки, пожирающей собаку». Но если бы все смотрели на жизнь точно также, мир скатился бы в анархию и ад. В остальном эта довольно беспощадная история, сыгранная удовлетворительным, но несколько бессвязным образом, указывает на то, что в реальности может произойти при такой катастрофе. Тема фильма выражена в словах Милланда: «Я вернусь, когда цивилизация снова станет цивилизованной».

## Рейтинги
- IMDB  ссылка Архивная копия от 25 марта 2016 на Wayback Machine
- Allrovi  ссылка (недоступная ссылка)